# Līvu laukums (Rīga)
La Place de Livonie (en letton : Līvu laukums) est une place du quartier Vecpilseta à Riga  en Lettonie,.

## Description
La place Livu à une superficie de 0,5 hectare dans le vieux Riga. 
Huit rues se rejoignent sur la place Livu : Kalķu iela, Riharda Vagneras iela, Kalēju iela, Meistaru iela, Amatu iela, Laipu iela, Kēniņu iela et Zirgu iela. 
En bordure de la place Livu se trouvent la Maison du Chat, la Grande Guilde, la Petite Guilde, le Théâtre russe et la Maison Fītinghof (lv).
En hiver, il y a une patinoire municipale sur la place Livu et en été, des terrasses de café.

## Histoire
La place a été construite en 1950 selon les plans de Pavel Seleckas sous le nom de place de la Philharmonie à la place des quartiers détruits lors de l'attaque de Riga (lv) par la Wehrmacht en 1941. 
Le nom vient du fait que pendant la RSS de Lettonie, la salle de concert philharmonique d'État était située dans la Grande Guilde. 
En 1974, la Place Philharmonique a été reconstruite selon le projet de Kārlis Baron, créant un ensemble de trottoirs et d'aires de repos. 
Un bassin avec fontaine a été installé dans la partie centrale de la place. 
À la fin des années 1980, les architectes Andris Kronbergs, Vladimirs Neilands et Edgars Treimanis ont développé un projet ambitieux pour la Maison de l'Union des cinéastes, qui devait être implantée sur le site de la place, mais le projet n'a pas démarré.
Le 29 février 2000, le conseil municipal de Riga a renommé la place Philharmonique en place de la Livonie.[2] En 2003, la place a été reconstruite et, inspirée par l'architecte Ausmas Skujinas, un rappel de la rivière Rīdzene, qui la traversait autrefois, y a été reproduit - un parterre de fleurs a été créé au centre pour marquer le cours de la rivière, et en été, les fleurs sont plantées comme des vagues bleues. En 2016, le conseil municipal de Riga a installé une plaque commémorative au centre de la place en l'honneur de la première projection de cinéma à Riga en 1896, qui a eu lieu dans le 11e bâtiment de la rue Kalķu iela situé sur la place.

## Galerie

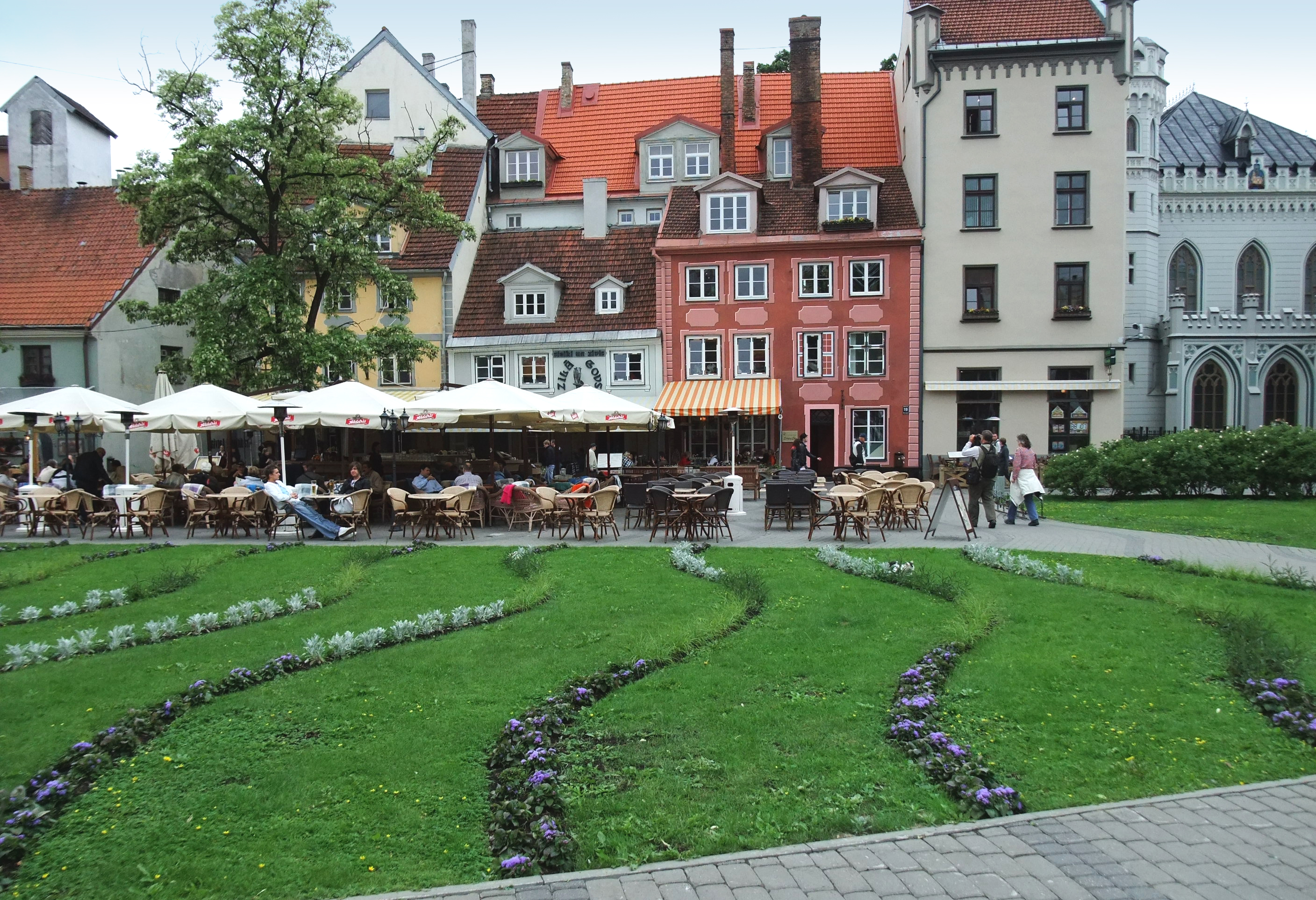
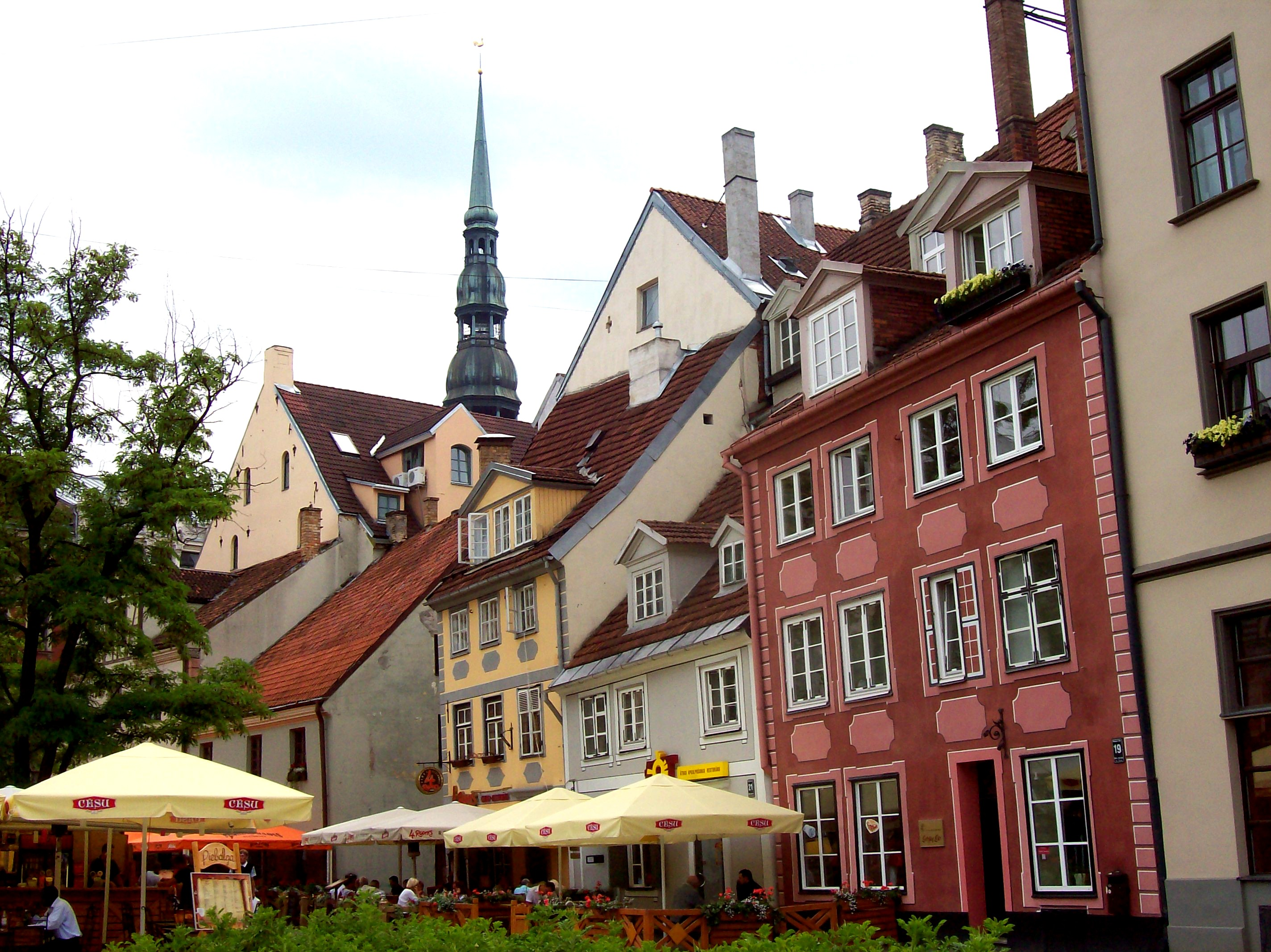
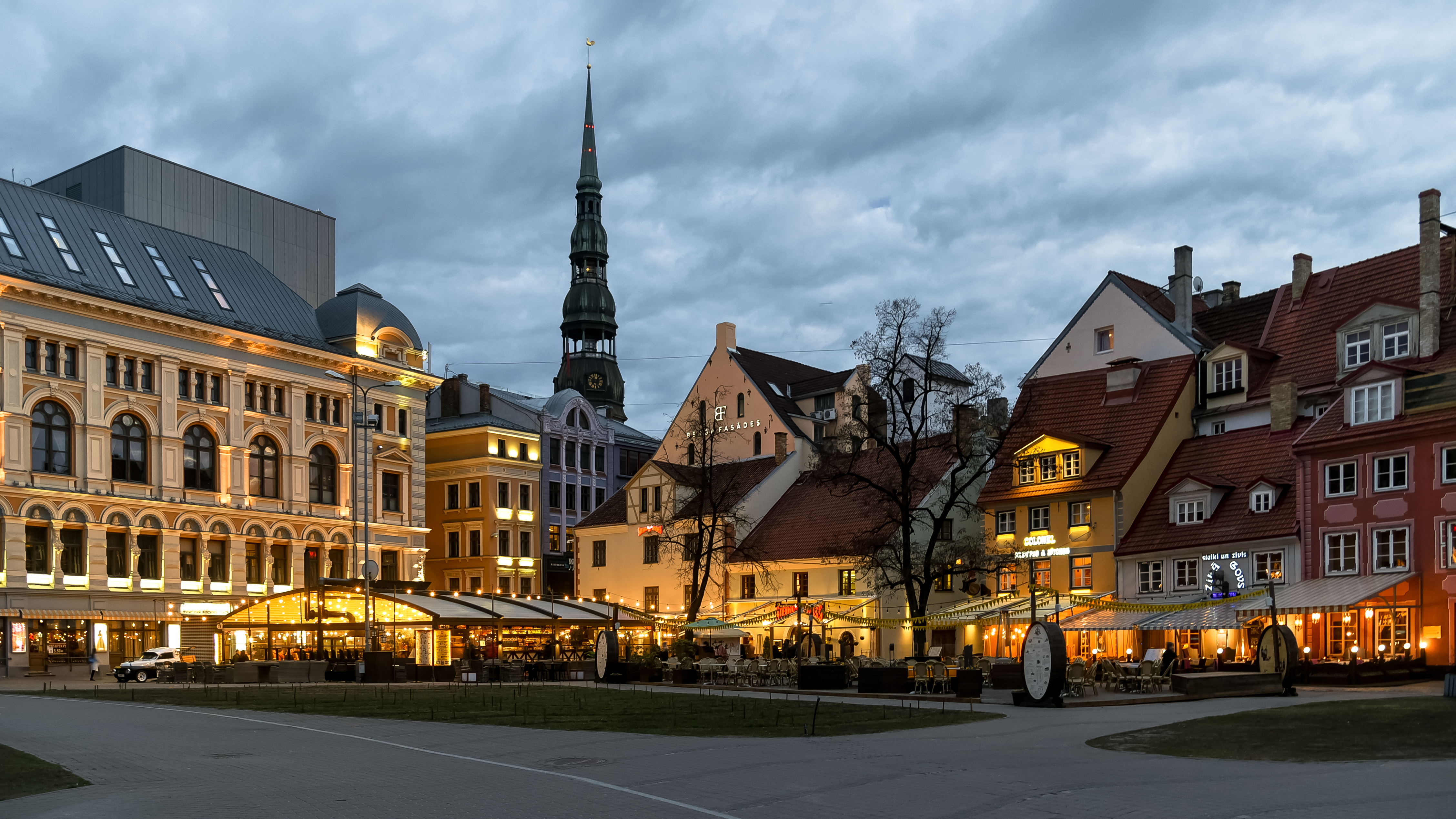
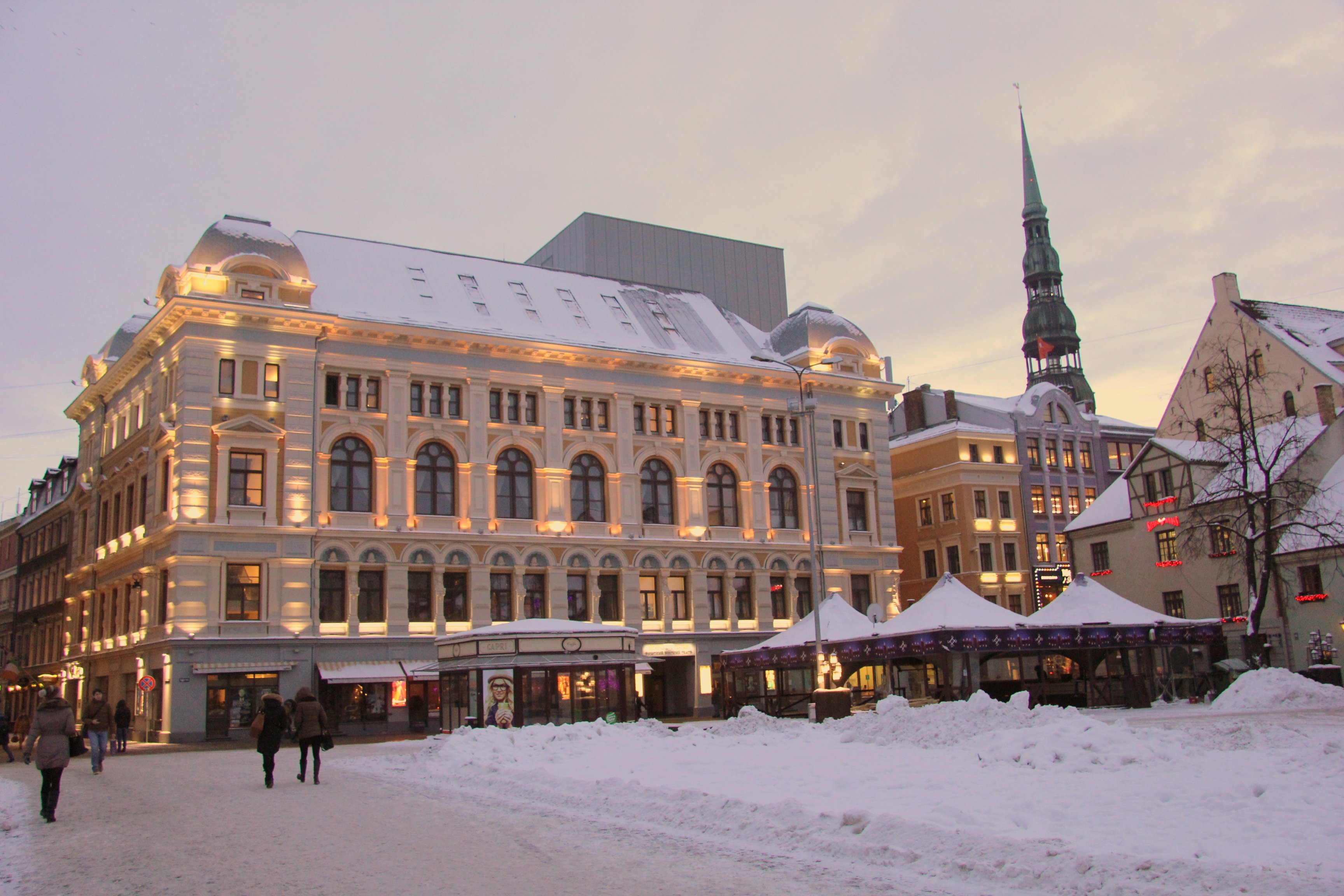